# Liste der Kulturgüter in Semsales
Die Liste der Kulturgüter in Semsales enthält alle Objekte in der Gemeinde Semsales im Kanton Freiburg, die gemäss der Haager Konvention zum Schutz von Kulturgut bei bewaffneten Konflikten, dem Bundesgesetz vom 20. Juni 2014 über den Schutz der Kulturgüter bei bewaffneten Konflikten sowie der Verordnung vom 29. Oktober 2014 über den Schutz der Kulturgüter bei bewaffneten Konflikten unter Schutz stehen.
Objekte der Kategorie A sind im Gemeindegebiet nicht ausgewiesen, Objekte der Kategorie B sind vollständig in der Liste enthalten, Objekte der Kategorie C fehlen zurzeit (Stand: 1. Januar 2023).

## Kulturgüter
| Foto |                                                                     | Objekt                                                                      | Kat. | Typ | Standort                     | Beschreibung |
| ---- | ------------------------------------------------------------------- | --------------------------------------------------------------------------- | ---- | --- | ---------------------------- | ------------ |
| ja   | Datei hochladen · Wikidata zu Pfarrkirche Saint-Nicolas (Q29698088) | Pfarrkirche Saint-Nicolas / Église paroissiale Saint-Nicolas KGS-Nr.: 02312 | B    | G   | Grand-Rue 33 560837 / 158083 |              |